# インターネット・キオスク

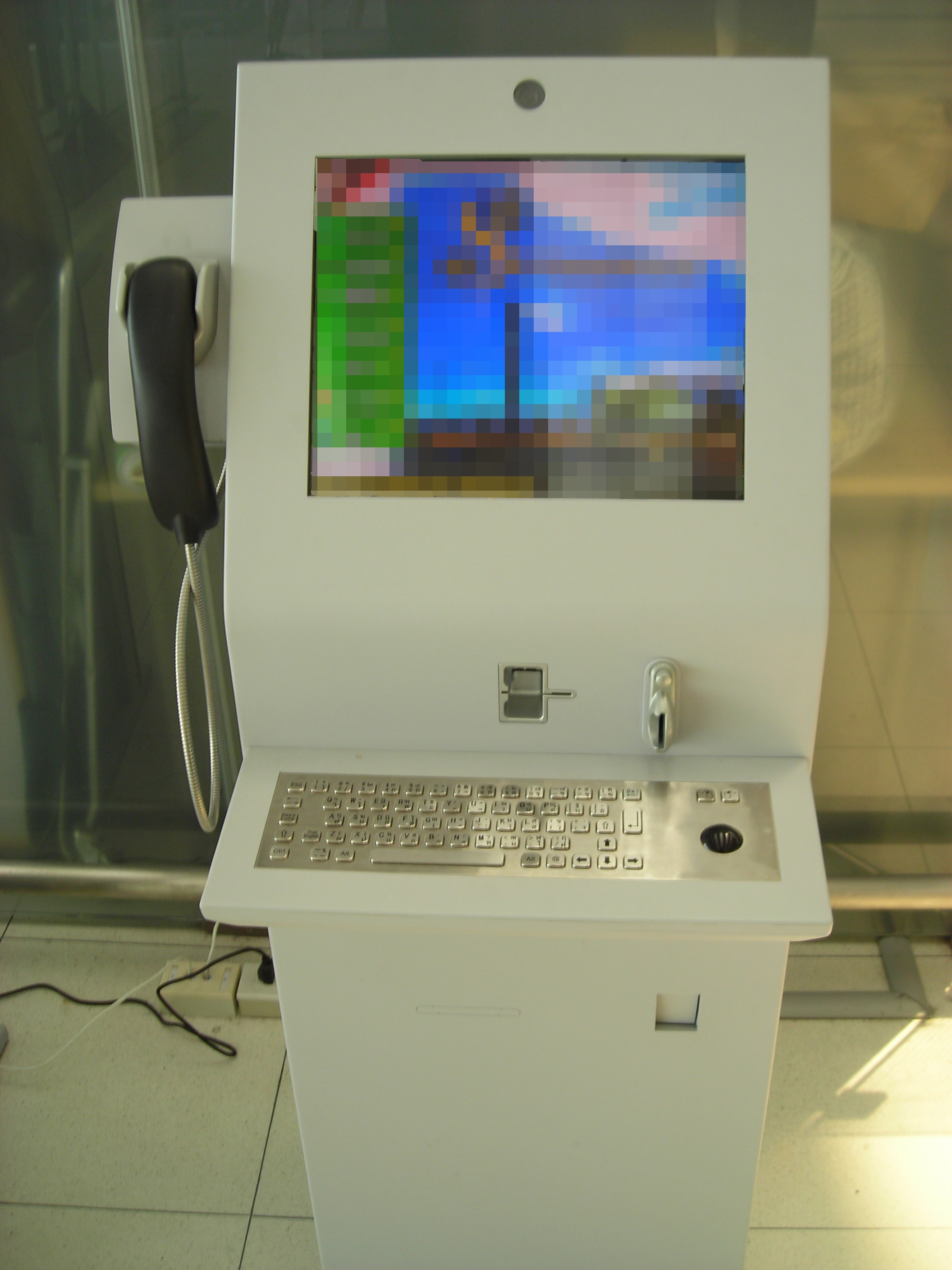
タイの空港にあるインターネット・キオスク。キーボードとポインティングデバイス付き

インターネット・キオスク（Internet kiosk）は、街頭あるいは駅・空港・ホテル・商業施設などの公衆の場に設置されているインターネット接続のための情報端末。電子キオスクまたはキオスク端末（kiosk terminal）の一種で、パーソナルコンピュータ（パソコン）とは異なり用途はほぼウェブ閲覧に限定される。公衆電話のように硬貨を投入して有料で利用するものが多いが、施設によっては無料で利用できるマルチメディア型の端末もある。
公衆電話式のものは、専用のモニターに硬貨を投入して、専用のウェブブラウザで一定時間だけウェブを閲覧する。キーボードとポインティングデバイスが付随するタイプのものもある。公衆電話と一体になっているものや、あるいは携帯電話の普及により公衆電話が撤去された跡に設置されたものが少なくない。
日本で普及しているのは、東洋電子工業株式会社が製造・販売しているアットステーション (@Station) で、モニターに併置されている課金機に硬貨を投入してキーボードとマウスで専用ブラウザを操作してウェブを閲覧する。料金は、10分間利用で100円。

## 関連画像

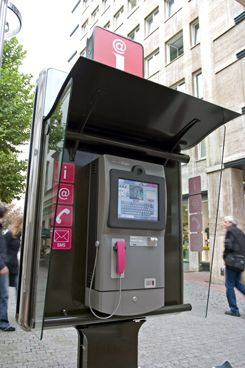
ドイツの街頭にあるインターネット・キオスク。公衆電話と一体型。
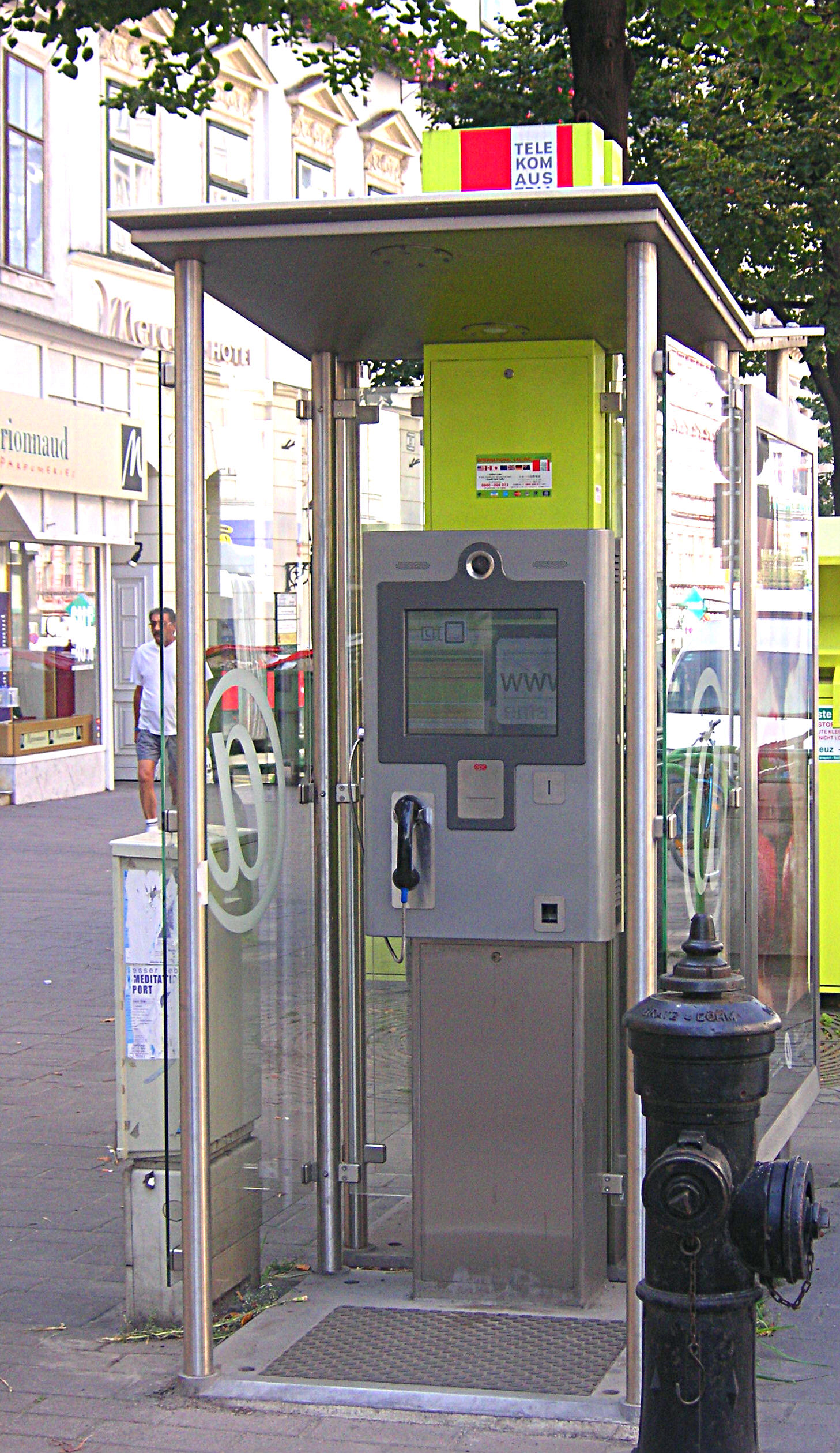
公衆電話と一体型のインターネット・キオスク。